# Chlorosterrha semialba
Chlorosterrha semialba là một loài bướm đêm trong họ Geometridae.